# Ranulph Glanville
Ranulph Glanville (* 13. Juni 1946 in London; † 20. Dezember 2014) war ein britischer Philosoph und Architekt.

## Leben
Glanville studierte Architektur an der Architectural Association School in London und promovierte 1975 bei Gordon Pask über das Thema „The Object of Objects, the Point of Points – or Something about Things“. Einen zweiten Doktorgrad erwarb er mit dem Thema „Human Learning“ bei Laurie Thomas. Philosophisch gehörte er dem radikalen Konstruktivismus an.

## Schriften (Auswahl)

### Monografien
- mit Dirk Baecker: Objekte. Merve, Berlin 1988, ISBN 978-3-88396-064-7.
- Gesammelte Schriften in The Black B∞x. 3 Bände: Cybernetic Circles, Living in Cybernetic Circles und 39 Steps. Wien: edition echoraum, 2012, 2014, 2009.
  - The Black B∞x: Cybernetic Circles. Band 1. edition echoraum, Wien 2012, ISBN 978-3-901941-19-1 (englisch).
  - The Black B∞x. Band 2. edition echoraum, Wien 2013, ISBN 978-3-901941-18-4 (englisch).
  - The Black B∞x. 39 Steps. Band 3. edition echoraum, Wien 2009, ISBN 978-3-901941-21-4 (englisch).

### Herausgeberschaft
- mit Alexander Riegler (Hrsg.): The Importance of Being Ernst. Festschrift for Ernst von Glasersfeld. edition echoraum, Wien 2007, ISBN 978-3-901941-14-6 (englisch).
- mit Karl H. Müller (Hrsg.): Gordon Pask, Philosopher Mechanic. An Introduction to the Cybernetician’s Cybernetician. edition echoraum, Wien 2007, ISBN 978-3-901941-15-3 (englisch).

### Artikel
Glanville verfasste zahlreiche Beiträge unter anderem in der Zeitschrift Cybernetics & Human Knowing.
- Researching Design and Designing Research. In: Design Issues. Band 15, Nr. 2, 1999, ISSN 1531-4790, S. 80–91.